# Donald Downes
Pour les articles homonymes, voir Downes.
Œuvres principales
- Bourreau, fais ton métier !

Donald Downes, né le 30 septembre 1903 à Catonsville, dans le Maryland, et mort le 26 mars 1983 à Los Angeles, en Californie, est un écrivain américain de roman policier.

## Biographie
Il fait ses études à l’université Yale et devient enseignant. Il exerce cinq années à Cape Cod avant de se mettre au service de l’Office of Naval Intelligence pour laquelle il part travailler au Robert College à Istanbul. Il rentre aux États-Unis en 1941 et rejoint la British Security Coordination puis l’OSS. Il part en mission en Italie et au Caire. Après la fin de la guerre et la dissolution de l’OSS, il reste un temps en Europe avant de retourner aux États-Unis. Il publie ses mémoires de guerre en 1953 sous le titre The Scarlett Thread. Le roman Orders to Kill (1958), traduit à la Série noire sous le titre Bourreau, fais ton métier ! et qui remporte le Grand prix de littérature policière 1959, est le récit d'un aviateur envoyé en mission par Washington pour éliminer un espion américain soupçonné d'être un agent double.

## Œuvre

### Romans
- The Scarlet Thread (1953)
- Orders to Kill (1958) Publié en français sous le titre Bourreau, fais ton métier !, Paris, Gallimard, Série noire no 504, 1959, réédition Carré noir no 92, 1972.
- The Easter Dinner (1960)
- A Red Rose for Maria (1961)

## Adaptations

### Au cinéma
- 1958 : Ordres d'exécution (Orders to Kill), film britannique d’Anthony Asquith, d’après le roman Orders to Kill.
- 1962 : Le Pigeon qui sauva Rome (The Pigeon That Took Rome), film américain de Melville Shavelson, d’après le roman The Easter Dinner, avec Elsa Martinelli et Charlton Heston.

## Prix et distinctions notables
- Grand prix de littérature policière 1959 décerné à Bourreau, fais ton métier ![1]

## Sources
- Claude Mesplède et Jean-Jacques Schleret, SN Voyage au bout de la noire, Paris, Futuropolis, 1982, p. 116.
- Les Auteurs de la Série noire, 1945-1995, collection Temps noir, Joseph K., 1996, (avec Claude Mesplède), p. 146 et 544.